# Eicosan
Eicosan ist ein langkettiges, lineares Alkan. 

## Vorkommen

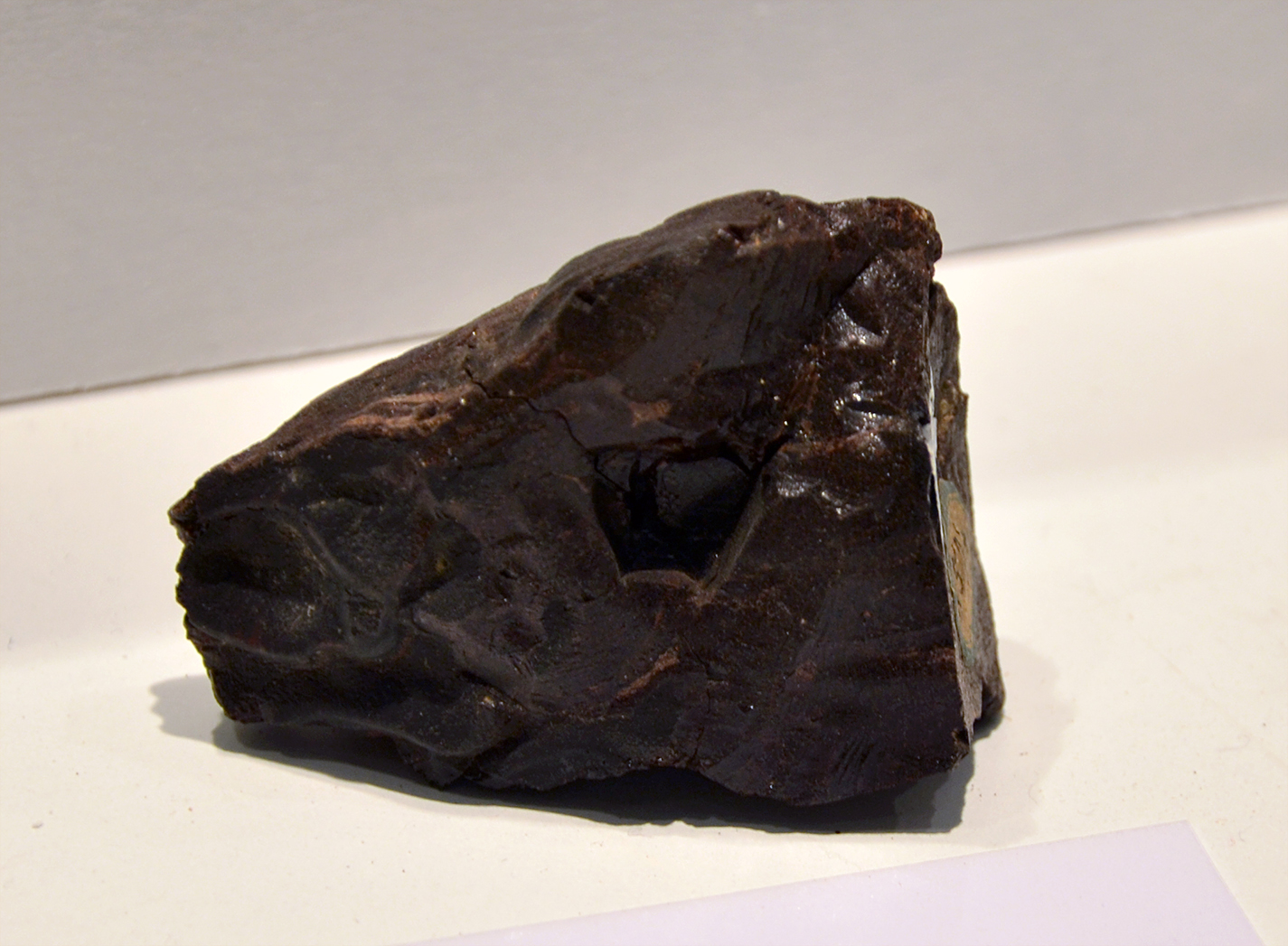
Ein Stück Ozokerit

Das Mineral Evenkit besteht überwiegend aus Alkanen. Deren Kettenlänge beträgt 19 bis 28. Hauptkomponente ist das Tricosan, Eicosan ist eine Minderkomponente. Eicosan ist außerdem eine Minderkomponente in Ozokerit. Es ist außerdem ein Bestandteil des Wachses der Cuticula von Pflanzen. Dessen Zusammensetzung unterscheidet sich stark zwischen Pflanzen, sowohl was den Anteil an Alkanen angeht, als auch deren Kettenlänge. Eicosan macht im Allgemeinen einen geringen Anteil aus, Hauptkomponenten sind meist längere Alkane, beispielsweise Nonacosan. Im Wachs von Ludwigia adscendens (Gattung Heusenkräuter) ist es jedoch nach Pentacosan und Octadecan die drittwichtigste Komponente.

## Verwendung
Eicosan ist ein Bestandteil von Dieseltreibstoff. Dieser enthält unter anderem Alkane, die meist eine Kettenlänge zwischen neun und 24 aufweisen.